# Giorgio Pichler
Giorgio Pichler es un deportista italiano que compitió en luge en la modalidad doble. Ganó dos medallas en el Campeonato Mundial de Luge, plata en 1957 y oro en 1961.

## Palmarés internacional
| Campeonato Mundial | Campeonato Mundial | Campeonato Mundial | Campeonato Mundial |
| Año                | Lugar              | Medalla            | Prueba             |
| ------------------ | ------------------ | ------------------ | ------------------ |
| 1957               | Davos (Suiza)      | Medalla de plata   | Doble              |
| 1961               | Girenbad (Suiza)   | Medalla de oro     | Doble              |